# ムネフサハワイミツスイ
ムネフサハワイミツスイ(学名：Moho nobilis)は、全長約32cmで、アメリカ合衆国ハワイ州のハワイ島に生息していた、スズメ目フサミツスイ科に属する鳥類の一種。花の蜜を吸って暮らしていた。見た目が美しいことや羽を使ったケープがハワイ先住民のみならず観光客の土産として人気を呼んだことから人間に捕獲され、また移入種からの鳥マラリア原虫に感染したため1934年に絶滅した。モロカイ島とオアフ島にいた近縁種も同様の理由ですでに絶滅している。
全身黒色で、胸部左右に黄色い房状の飾り羽を生やす。尾が長く白色と黄色が入っている。